# I Got You (canción de Bebe Rexha)
«I Got You», es una canción de la artista estadounidense Bebe Rexha, lanzada en formato digital el día 28 de octubre de 2016, como el sencillo líder de su álbum debut titulado All Your Fault: Pt. 1, cuyo lanzamiento fue el 17 de febrero de 2017.

## Posicionamiento en listas
| Listas (2016-17)                       | Mejor posición |
| -------------------------------------- | -------------- |
| Alemania (Offizielle Deutsche Charts)  | 14             |
| Austria (Ö3 Austria Top 40)            | 69             |
| Bélgica (Flandes) (Ultratop 50)        | 13             |
| Canadá (Canadian Hot 100)              | 19             |
| Dinamarca (Tracklisten)                | 8              |
| Escocia (Scottish Singles Sales Chart) | 11             |
| Eslovaquia (Singles Digitál Top 100)   | 52             |
| España (PROMUSICAE)                    | 17             |
| Estados Unidos (Billboard Hot 100)     | 42             |
| Estados Unidos (Hot Dance Club Songs)  | 1              |
| Estados Unidos (Mainstream Top 40)     | 26             |
| Finlandia (OFC)                        | 9              |
| Francia (SNEP)                         | 26             |
| Hungría (Rádiós Top 40)                | 24             |
| Irlanda (IRMA)                         | 7              |
| Italia (FIMI)                          | 10             |
| Letonia (Latvijas Top 40)              | 10             |
| Líbano (Lebanese Top 20)               | 13             |
| México (Billboard Mexico Airplay)      | 1              |
| Nueva Zelanda (Recorded Music NZ)      | 8              |
| Noruega (VG-lista)                     | 5              |
| Países Bajos (Dutch Top 40)            | 3              |
| Países Bajos (Mega Single Top 100)     | 4              |
| Polonia (Polish Airplay Top 100)       | 65             |
| Portugal (AFP)                         | 33             |
| Reino Unido (UK Singles Chart)         | 9              |
| Reino Unido (UK Dance Chart)           | 5              |
| República Checa (Rádio Top 100)        | 9              |
| Suecia (Sverigetopplistan)             | 82             |
| Suiza (Schweizer Hitparade)            | 12             |